# Angelina Petrović
Angelina Petrović (Pale, Sarajevo, 24. januar 1966) srpska je književnica, novelista, pripovedač i esejista.

## Biografija
Angelina Petrović je rođena u Dovlićima, u selu nadomak Pala, u Istočnom Sarajevu, od oca Momira Neškovića i majke Branke, rođene Andan. Do svoje treće godine živela je u Ustiprači, malom mestu na obali reke Miljacke. Prvi sukob sa životom doživljava u četvrtoj godini, kada je spasena iz nabujale reke Miljacke. Sa roditeljima i bratom seli se u Beograd 1970. godine, jer otac pronalazi novi posao u Srbiji. Naseljavaju se u malom mestu nadomak Beograda, u Resniku.

## Recepcija u književnosti
Angelina Petrović član je Udruženja književnika Srbije i dobitnik Zlatne značke (2014), nacionalnog priznanja za doprinos u oblasti kulture i stvaralaštva. Svoj prvi roman, pod naslovom „Psiha” objavila je 2011. godine. Nagrađen je književnom nagradom „Pegaz — pečat vremena”. Inspiraciju i nadahnuće godinama pronalazi u delima Dostojevskog, Tolstoja, Remarka, Getea, dok su joj uzori iz srpske književnosti Ivo Andrić, Desanka Maksimović i Miloš Crnjanski.